# Джеймс Несбіт
Джеймс Несбіт (англ. James Nesbitt; 15 січня 1965 ) — британський актор театру, кіно і телебачення.

## Вибрана фільмографія
| Рік  |    | Українська назва                | Оригінальна назва                         | Роль                                       |
| ---- | -- | ------------------------------- | ----------------------------------------- | ------------------------------------------ |
| 1992 | с  | Хроніки молодого Індіани Джонса | The Young Indiana Jones Chronicles        | Юрі                                        |
| 1997 | ф  | Вітаємо в Сараєво               | Welcome to Sarajevo                       | Грегг                                      |
| 2002 | ф  | Кривава неділя                  | Bloody Sunday                             | Іван Купер                                 |
| 2005 | ф  | Матч-пойнт                      | Match Point                               | детектив Банер                             |
| 2009 | ф  | П'ять хвилин раю                | Five Minutes of Heaven                    | Джо Гріффін                                |
| 2011 | ф  | Коріолан                        | Coriolanus                                | Сіціній                                    |
| 2012 | ф  | Хоббіт: Несподівана подорож     | The Hobbit: An Unexpected Journey         | Бофур, гном                                |
| 2013 | ф  | Хоббіт: Пустка Смога            | The Hobbit: The Desolation of Smaug       | Бофур, гном                                |
| 2014 | ф  | Хоббіт: Битва п'яти воїнств     | The Hobbit: The Battle of the Five Armies | Бофур, гном                                |
| 2021 | с  | За службовими обов'язками       | Line of Duty                              | Колишній начальник розвідки Маркус Турвелл |
| 2021 | с  | Тримайся ближче                 | Stay Close                                | детектив Майкл Брум                        |
| 2023 | тф | Пограбування перед Різдвом      | The Heist Before Christmas                | грабіжник в костюмі Санта Клауса           |